# Акбулат Сулейманов
Акбулат Сулейманов (баш. Аҡбулат Сөләймәнов) — Башкирский тархан и князь, возглавлял башкирские ополчения, сражавшихся против калмык и ногайцев пытавшихся подчинить своей воле башкир.

## Биография
Участвовал в отражении набега калмык на Уфимский уезд в 1648 году, участвовал в Крымском, Азовском, Шведском походе. Был башкирским Тарханом Кара-Кыпчакской волости. За службу он записан в книге 1753 года Тарханом, а в сказке 1769 года он записан как — Князь. Действия башкир, который возглавих князь Акбулат были успешны, под началом Акбулата собралось 560 человек (рядовых воинов) и настиг калмык. В 40-е года XVII века он стал главой клана Монашевых, первым лицом тогдашнего Башкортостана тоже стал он. В 1645 приносил от имени всех башкирских Тарханов и Ясачных людей царю Алексею Михайловичу, что говорит о его роли. Также отражал набеги ногайцев.Дальнейшяя судьба Тархана неизвестна.

## Сражения против калмык
В 1648 году было известно, что Дайчин послал под Астрахань, Самару, Саратов и Волгоград калмыцкие войска в пять тысяч человек. Узнав об этом, башкиры разных улусов (волостей) собрали отряд, который возглавил князь Акбулат и калмыки были настигнуты, а по описаниям Калмыцкого правителя Лаузань-тайшу ранили тремя стрелами в голову. Таким образом, башкирам удалось предотвратить нашествие калмык на Уфимский и Казанский уезд.